# Portuguese Juniors 2010
Das Portuguese Juniors 2010 fand als bedeutendstes internationales Nachwuchsturnier von Portugal im Badminton vom 3. bis zum 5. Dezember 2010 in Caldas da Rainha statt. Es war die zweite Auflage der Veranstaltung.

## Sieger und Platzierte
| Disziplin    | Gold                                   | Silber                                  | Bronze                              |
| ------------ | -------------------------------------- | --------------------------------------- | ----------------------------------- |
| Herreneinzel | Rhys Walker                            | Daniel Messersi                         | Juan Manuel Fernández               |
| Herreneinzel | Rhys Walker                            | Daniel Messersi                         | Gilles Tripet                       |
| Dameneinzel  | Nicole Schaller                        | Ekaterina Bolotova                      | Sophie Brown                        |
| Dameneinzel  | Nicole Schaller                        | Ekaterina Bolotova                      | Weronika Grudzina                   |
| Herrendoppel | José Francisco Membrive Alejandro Toro | Rafael Lopes Tomás Nero                 | Aitor Arraiza Alberto Zapico        |
| Herrendoppel | José Francisco Membrive Alejandro Toro | Rafael Lopes Tomás Nero                 | Paweł Pietryja Przemysław Urban     |
| Damendoppel  | Sophie Brown Holly Smith               | Katarzyna Macedońska Martyna Poprzeczko | Alina Artamonova Ekaterina Bolotova |
| Damendoppel  | Sophie Brown Holly Smith               | Katarzyna Macedońska Martyna Poprzeczko | Ayla Huser Nicole Schaller          |
| Mixed        | Alejandro Toro Blanca Ibeas            | Richard Ojäär Sophie Brown              | Gilles Tripet Ayla Huser            |
| Mixed        | Alejandro Toro Blanca Ibeas            | Richard Ojäär Sophie Brown              | Rhys Walker Holly Smith             |